# Rockstar (radiostation)
Rockstar är en systerstation till Pop och Rock. Kanalen sänder på närradiotillstånd i Umeå kommun och spelar rockmusik med sändaren placerad på toppen av Bräntberget.
Radio Kust AB, är ägare över tekniken och föreningen Radio Umeå förfogar över sändningstillstånd för Rockstar.  

## Programledare
- Anders Tengner [1]

## Frekvens
- Umeå 102,3 MHz [1][2][3][4]